# Broadcatching
Broadcatching é o download de conteúdo digital que foi disponibilizado através da Internet usando RSS.
A ideia geral é usar um mecanismo automatizado para agregar feeds diversos e conteúdo de download para fins de visualização ou de apresentação.

## História
Fen Labalme descreveu o termo broadcatch em 1983, referindo-se a um agente automatizado que agrega e filtra conteúdo de várias fontes para apresentar a um usuário individual.
Mais tarde, Stewart Brand usou o termo independentemente em seu livro de 1987 The Media Lab: Inventing the Future at MIT para descrever a tecnologia da inteligência artificial (em uma aplicação) para ajudar na seleção de conteúdo ("hunting ou "caça") e visualização ("browsing" ou "navegação").

### RSS+BitTorrent
Em dezembro de 2003 Steve Gillmor descreveu a combinação RSS e BitTorrent peer-to-peer como um método para subscrever-se em uma série contínua de arquivos de mídia, num artigo para Ziff-Davis. Scott Raymond descreveu sua aplicação específica para a coleta de programação agendada em um artigo intitulado Broadcatching with BitTorrent. A combinação dessas tecnologias permite a um computador conectado à Internet agir como um gravador de vídeo digital, conectado ao cabo.
Uma das primeiras implementações práticas foi lançada em 2004. O programador Andrew Grumet anunciou o lançamento de uma versão beta de uma ferramenta de integração entre RSS e BitTorrent para o agregador de notícias da Radio Userland.
Hoje, o conteúdo pode ser distribuído a grandes grupos, com um baixo custo através do broadcatching baseado em RSS+BitTorrent. Grandes grupos podem ser notificados sobre novo conteúdo através de RSS, e o conteúdo mais volumoso pode ser distribuído mais barato, por BitTorrent. Destinatários podem se inscrever em um feed RSS, através do qual um provedor de conteúdo notifica-os de novos conteúdos, utilizando BitTorrent para descarregar o conteúdo. As tags, sejam eles aplicados por um usuário ou vários usuários, também são usados para conduzir a distribuição de torrents.

## Usos
Embora o broadcatching pode ser classificado como um método independente de tecnologia e implementação, hoje é muito utilizado com televisão via Internet e rádio na Internet (também chamado de podcasting ou IPradio).
O broadcatching é frequentemente usado em situações em que o multicasting pode ser usado, mas o custo é proibitivo.

### Difusão televisiva via broadcatching
Talvez o uso mais popular de broadcatching está usando um cliente BitTorrent com suporte a RSS embutido para baixar automaticamente episódios de TV como eles são liberados[carece de fontes?] - usuários de Internet capturam a transmissão como é transmitida, em seguida é transcodificada (tipicamente depois de remover propagandas) e enviá-lo a outros.
A prática se tornou bastante popular, principalmente em países como a Austrália e o Reino Unido, onde programas de televisão produzidos no EUA tendem a ser transmitidos por mais de seis meses após as transmissões americanas, em geral.
A partir de 2010, não houve nenhuma ação judicial contra participantes de episódios de TV (comparado com a distribuição de filmes com direitos autorais e da música que o MPAA e RIAA tomaram uma forte posição contra).

## Clientes
- Bingo News
- Bitlord
- BitTorrent
- KTorrent[6]
- qBittorrent
- Rufus
- Torrent Swapper
- TorrentFlux
- Tribler
- μTorrent
- Vuze
- ZipTorrent

### Playerscom função de broadcast
- Miro